# 프리울 제도

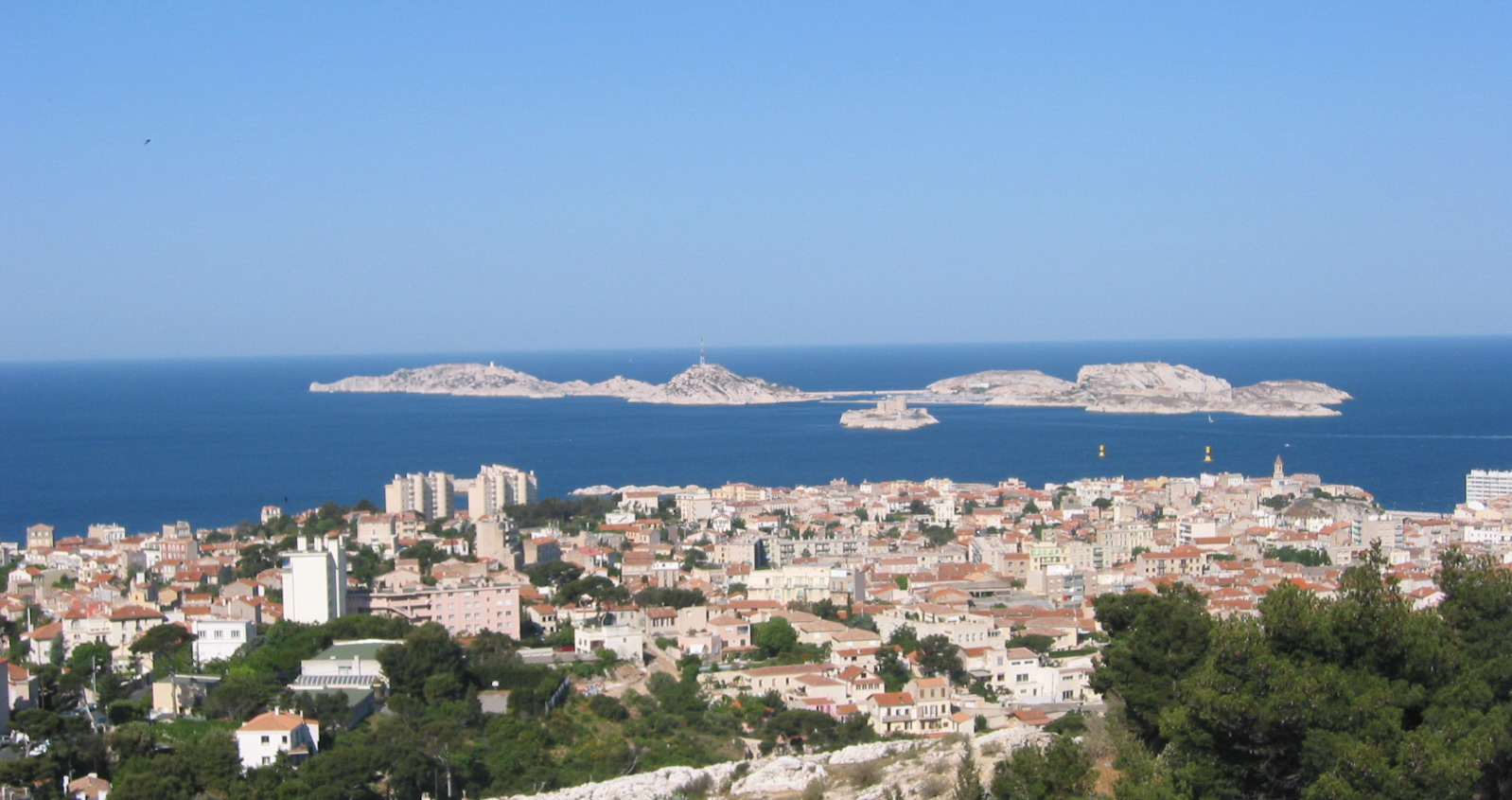
프리울 제도

프리울 제도(프랑스어: Frioul archipelago)는 마르세유로부터 약 4km 떨어진 곳에 위치한 4개의 섬들로 이루어진 제도이다. 라토뉴, 포메거스, 티볼라인, 이프로 구성되어 있다. 약 200헥타르 정도 된다.

## 같이 보기
- 뒤러의 코뿔소